# Éducation civique
L’éducation civique est le nom généralement donné à l’enseignement se faisant dans les établissements scolaires, éducatifs et structures d'animations concernant la citoyenneté et les valeurs qu'un système éducatif et culturel veut diffuser. Il diffère selon les pays et selon les époques. Il a auparavant été question d'enseignement de la morale.

## En Allemagne
Des séances d'éducation sociale et de science politique sont prévues dans l'enseignement primaire et secondaire allemand. Cette discipline porte plusieurs noms, étant donné que chacun des seize Länder a ses propres programmes d'enseignement : par exemple, il s'agit de Gemeinschaftskunde (instruction civique) au Bade-Wurtemberg, de Sozialkunde (études sociales) en Bavière, de Politikwissenschaft (science(s) politique(s) ou politologie) au niveau lycéen à Berlin, de Politische Bildung (éducation politique) au Brandebourg et à Berlin au niveau collégien ou de Politik en Basse-Saxe.

## En France

### Citoyenneté
La formation du citoyen français par l'école est prévue dès la Révolution, Talleyrand et Condorcet rédigèrent entre autres des rapports parlementaires sur l'instruction publique qui la mentionnent, mais pas en tant que discipline à part entière.

« […] on enseignera aux élèves :

1° à lire et à écrire, et les exemples de lecture rappelleront leurs droits et leurs devoirs 

2° la déclaration des Droits de l'homme et du citoyen et la Constitution de la République française

3° on donnera des instructions élémentaires sur la morale républicaine. »

— Décret du 27 brumaire an III (17 novembre 1794) sur les écoles primaires.

### Instruction civique

Albert Bettannier, La tache noire, 1887. En plus de l'instruction morale et civique, la loi de 1882 met en place pour les garçons des exercices militaires (et pour les filles, les travaux à l'aiguille). Sur le tableau, on remarque l'Alsace-Moselle en noir, l'uniforme de l'élève (celui du bataillon scolaire de son école), la légion d'honneur de l'élève-modèle, le tambour à côté du bureau du maître, ainsi que les fusils d'instruction au râtelier.

La loi du 28 mars 1882 sur l'enseignement primaire obligatoire, proposée par le ministre de l'Instruction publique Jules Ferry, introduit l'« instruction morale et civique » (selon l'article premier de la loi) en remplacement de l'instruction morale et religieuse, dans un contexte de tensions politiques (la mise en place de la Troisième République) et religieuses (la progressive sécularisation de l'État), d'où de vives oppositions.

« […] Si vous voulez chasser des esprits les utopies, si vous voulez émonder les idées fausses, il faut que vous fassiez entrer dans l’esprit et dans le cœur de l’enfant des idées vraies sur la société où il doit vivre, sur les droits qu’il doit exercer. Comment ! dans quelques années, il sortira de l’école primaire — et pour un grand nombre de ces jeunes gens, c’est à l’école primaire que s’arrêtent malheureusement et se limitent tout le bagage et toutes les connaissances scientifiques. Comment ! il sera électeur dans quelques années et vous voulez nous défendre de lui apprendre ce que c’est qu’une patrie ! »

— Intervention de Jules Ferry au Sénat le 10 juin 1881.

« But de cet enseignement. — Bien compris, l’enseignement civique a un double but : l’instruction et l’éducation ; faire connaître le pays, et faire aimer la patrie ; en d’autres termes, d’une part, l’étude succincte des institutions qui nous régissent, précédée des notions nécessaires sur l’organisation de la société en général ; de l’autre l’éveil et le développement chez l’enfant du sentiment de la reconnaissance, de l’attachement, du dévouement à la patrie. »

— Ferdinand Buisson, article « Instruction civique », Dictionnaire de pédagogie et d’instruction primaire, 1887.
Même si instruction morale et instruction civique sont rassemblés dans un même livre, les élèves de l'école primaire ont bien deux cours séparés avec des programmes précis. En ce qui concerne l'instruction civique, octobre glorifie la Révolution, novembre précise les droits des citoyens et les différentes formes de gouvernement, décembre parle des devoirs, janvier du fonctionnement de l'administration communale et départementale, février décrit le pouvoir législatif, mars le pouvoir exécutif, avril le pouvoir judiciaire, mai la force publique et juin les différents impôts et l'organisation de l'instruction publique.

### Différents noms

#### Création
L'arrêté du 23 mars 1938 prévoit des cours de « morale et instruction civique » en cours supérieur (de 11 à 13 ans), puis de « morale et initiation pratique à la vie civique » en classe de fin d'études primaires (13 à 14 ans). En 1941, le gouvernement de Vichy renomme les cours du primaire en « éducation morale et patriotique ». L'arrêté du 21 septembre 1944 du GPRF revient au terme d'« instruction morale et civique » dans le primaire, tandis que la circulaire du 30 août 1945 fonde l'« initiation à la vie politique et à la vie économique » dans le premier cycle du secondaire (de la sixième à la troisième) avec une heure par semaine, puis en 1948 d'« instruction civique » avec une heure par quinzaine pour tout le secondaire. 

#### Suppression
L'instruction civique est supprimée en tant que discipline au primaire en 1969. Dans le secondaire, la loi Haby qui crée le collège unique remplace à partir de 1977 l'instruction civique par un « enseignement d’initiation à la vie économique et sociale », qui n'est pas un enseignement spécifique avec un programme, mais est structuré autour de grands thèmes.

#### Retour
En 1985 une « éducation civique » est restaurée pour le primaire et le collège. Au collège, elle est confiée aux professeurs d'histoire-géographie, avec un programme spécifique. En 1991, les nouveaux programmes du primaire prévoient l'enseignement de notions civiques (dès le cycle 2 : « connaître les éléments de la vie civique » ; « connaître certains symboles de la République »). En 1995, le ministre de l'Éducation nationale François Bayrou rend obligatoire des séances d'éducation civique au collège, avec application en 1996 ; une circulaire affirme que l'éducation à la citoyenneté est « de la responsabilité de l'ensemble de l'équipe éducative ». En 1999, sous le ministre Claude Allègre, cette discipline fait son entrée parmi les programmes du lycée (qu'il soit général, technologique ou professionnel), sous le nom d'« éducation civique, juridique et sociale » (ECJS). En 2008, l'« instruction civique et morale » apparaît dans les programmes du primaire.

### Enseignement moral et civique
À partir de la rentrée scolaire de septembre 2015, les élèves du primaire et du secondaire en France ont désormais dans leur emploi du temps un « enseignement moral et civique » (EMC) : cette discipline remplace l'« instruction civique » de l'école primaire, l'« éducation civique » au collège et l'« éducation civique, juridique et sociale » (ECJS) au lycée. Si les programmes de l'EMC reprennent très largement ceux des disciplines antérieures, la nouveauté est que l'EMC bénéficie dorénavant, du CP à la terminale, d’horaires propres uniquement consacrés à cette matière, à raison d'une heure par semaine au primaire et d'une heure par quinzaine dans le secondaire, soit 300 heures sur une scolarité.
En 2012, le ministre de l'Éducation nationale Vincent Peillon avait proposé un enseignement de « morale laïque », d'où sa commande du rapport Pour un enseignement laïque de la morale remis en avril 2013. Le nom d'« enseignement moral et civique » est donné par le ministre Vincent Peillon (en référence à la morale laïque de son lointain prédécesseur Ferdinand Buisson) dans sa loi du 8 juillet 2013 d'orientation et de programmation pour la refondation de l'école de la République (section 4, article 41), avec mise en place prévue pour la rentrée de septembre 2015. Juste après les attentats de janvier 2015, la nouvelle ministre Najat Vallaud-Belkacem annonce le 22 janvier une « grande mobilisation de l'École pour les valeurs de la République », comprenant notamment le « renforcement de la transmission des valeurs de la République », dispositif où l'enseignement moral et civique est mis en avant.
Cet enseignement est dispensé au primaire par le professeur affecté à la classe, au collège par un professeur d'histoire-géographie et au lycée par l'un des enseignants (il s'agit souvent de celui d'histoire-géographie, mais il peut être d'une autre matière). Si au collège il peut s'agir d'un cours magistral (règlement intérieur, droits et devoirs, institutions, etc.), au lycée les séances sont majoritairement consacrées à des débats (sur l'actualité, une question morale ou la vie de classe), l'utilisation de la presse, un projet pédagogique (sortie, aides caritatives, etc.), des recherches documentaires et des exposés. L'enseignement moral et civique est évalué au sein des épreuves du diplôme national du brevet et fait partie du contrôle continu intégré au baccalauréat (à partir de l'année scolaire 2019-2020).
L'ECJS/EMC est une matière très décriée : il s'agit quasiment de la seule matière obligatoire du cursus pour laquelle il n'existe pas de corps d'enseignants dédié (elle est généralement professée par les enseignants d'histoire-géographie, sans formation initiale spécifique) et a été longtemps non-évaluée au bac, ce qui motivait peu les élèves comme les enseignants à s'y investir. Le philosophe de l'éducation Jean-Claude Michéa y voit ainsi, au lieu d'une « instruction civique effective », « une forme quelconque d'éducation citoyenne, bouillie conceptuelle d'autant plus facile à répandre qu'elle ne fera, en somme, que redoubler le discours dominant des médias et du showbiz, [sous forme de] forums de discussion (conçus, cela va de soi, sur le modèle des talk-shows télévisés) ».

## En Irlande
Les écoliers irlandais reçoivent un enseignement équivalent à l'ECJS français, appelé éducation civique, sociale et politique (Civic, Social and Political Education, CSPE).

## Au Canada

### Québec
Les écoles primaires (première à sixième) et secondaires (première à cinquième) québécoises enseignent le cours d'Univers social, qui inclut l'histoire et la géographie. Dans ces cours, des thèmes, tel que celui de la démocratie, sont abordés dans une perspective historique puis actuelle. Le cours Culture et citoyenneté québécoise à travers ses finalités — reconnaissance de l'autre et poursuite du bien commun — développe l'esprit critique des élèves tout en développant leur sens civique (compréhension de l'ordre social, du système de justice, de différentes institutions, de repères culturels, moraux et sociaux, de normes et de valeurs individuelles et sociales, etc.) Ce cours leur exige une compréhension des éléments culturels et idéologiques des différentes visions du monde d’aujourd’hui (et d’hier), tout en les amenant à réfléchir de manière objective à des questions actuelles qui utilisent l’ensemble des connaissances disciplinaires apprises à l’école.